# شحامة مؤلمة
تُعتبر الشحامة المؤلمة (بالإنجليزية: Adiposis dolorosa)‏، والمعروفة أيضاً بداء ديركوم، أو داء آندرس، حالة نادرة تتميز ببدانة معممة وأورام شحمية في النسج الشحمية، وعادة ما تكون هذه الأورام مؤلمة ومتجمعة على الأطراف. علماً أن السبب والآلية الكامنين وراء داء ديركوم لا يزالان مجهولين، وتتضمن الأسباب المحتملة اعتلال الجهاز العصبي، والضغط الميكانيكي على الأعصاب، واعتلال النسج الشحمية، والرضوح.
وقد كان عالم الأعصاب فرانسيس كزافيير ديركوم أول من وصف الشحامة المؤلمة، وذلك في كلية جيفرسون الطبية عام 1892.

## العلامات والأعراض
استُخدِمت أربعة أعراض رئيسية أحياناً كمعايير تشخيصية للشحامة المؤلمة:
1. أورام شحمية مؤلمة (حميدة) على امتداد الجسم.
2. بدانة، تطرأ في كثير من الأحيان في سن الإياس.
3. ضعف وتعب.
4. عدم استقرار عاطفي، واكتئاب، وصرع، وتشوّش وخرف.

كما توجد علامات محتملة لهذا الداء، وقد حُددت كما يلي:
1. سهولة الإصابة بكدمات
2. اضطرابات النوم
3. اضطرابات الذاكرة
4. تسارع ضربات القلب
5. صعوبة التركيز
6. آلام المفاصل
7. ضيق التنفس

ولكن من غير الواضح أيِّ الأعراض يُعتبر رئيسياً وأيها مجرد علامات ثانوية في داء ديركوم، وبالتالي من المبهم أيها ينبغي استخدامه كمعيار تشخيصي، لذلك اقترح باحثون تعريفاً أدنى بناء على الأعراض الأكثر تكراراً في داء ديركوم: 1) زيادة معممة في الوزن أو بدانة، 2) ألم مزمن في النسج الشحمية.
أما بخصوص الأعراض الأخرى المترافقة، كالرواسب الشحمية، وسهولة الإصابة بكدمات، واضطرابات النوم، واعتلال الذاكرة، والاكتئاب، وصعوبة التركيز، والقلق، وتسارع ضربات القلب، وضيق التنفس، والسكري، والنفخة، والإمساك، والتعب، والضعف، والآلام العضلية والمفصلية،  فلم تُنشر إلا حالات مسجلة متفرقة، ولم تُجرَ أي دراسة تتضمن فحصاً طبياً على مجموعة كبيرة من المرضى.

## الأسباب
ما تزال أسباب هذا المرض غير معروفة حالياً، ولكن توجد دراسات جارية تقترح عدة نظريات عنها، بما يتضمن التهاب النسج الشحمية، واضطراب وظائف الجهاز العصبي والغدد الصم، لكن لم يتم التوصل إلى قابلية تطبيق أي من هذه النظريات، ونظراً لشحّ المعلومات عن داء ديركوم، لا توجد أي طرق معروفة للوقاية منه حالياً.

## الآليات
لا توجد آليات معروفة حالياً لهذا المرض.

## التشخيص
يُجرى تشخيص داء ديركوم من خلال الفحص الجسدي، ومن أجل تحقيق تشخيص مناسب للمريض، يجب على الطبيب بدايةً أن يستبعد جميع التشاخيص التفريقية المحتملة الأخرى، وتتجلى المعايير الأساسية لداء ديركوم بمرضى بدينين ومصابين بألم مزمن في النسج الشحمية، بيد أن التشخيص قد لا يتضمن البدانة رغم ندرة هذه الحالة، كما لا توجد أي اختبارات مخبرية لهذا المرض، في المقابل، قد تلعب الأمواج فوق الصوتية والتصوير بالرنين المغناطيسي دوراً في التشخيص.

## العلاج
تُوجّه المعالجات الشائعة لداء ديركوم نحو تدبير الأعراض الفردية، إذ يمكن إعطاء الأدوية المسكنة للتقليل من عدم ارتياح المريض مؤقتاً، كما قد أظهرت حقن الكورتيزون فعالية في تفريج الألم المزمن بشكل مؤقت، وربما يكون الاستئصال الجراحي للنسج الشحمية المتأذية فعالاً، ولكن غالباً ما ستعاود الحالة ظهورها.
لم تُجرَ إلا بضع دراسات كبيرة ومقنعة عن علاج داء ديركوم، وبالتالي فإن معظم إستراتيجيات العلاج المختلفة الموجودة حالياً تعتمد على تقارير الحالات، ويفتقر استخدام المعالجات التكاملية لعلاج داء ديركوم أو الوقاية منه للبيانات العلمية الكافية حالياً، كما لم تجرَ دراسات كافية لإثبات قدرة النظام الغذائي أو المكملات الغذائية على المساعدة في تدبير هذا المرض.
وقد تتضمن الطرق العلاجية الوسائل التالية:

### الجراحة
استُخدم الاستئصال الجراحي لترسبات النسج الدسمة حول المفاصل (مص الشحم) في بعض الحالات، وقد تنجح هذه العملية في تلطيف الأعراض بشكل مؤقت، لكن غالباً ما تتطور انتكاسات من جديد.

### الأدوية

#### المسكنات التقليدية
غالباً ما يُبلغ عن تعنّد الألم الناتج عن داء ديركوم على المسكنات ومضادات الالتهاب غير الستيرويدية، ولكن نتائج هيربست وزملائه قد ناقضت ذلك، فقد أوردوا تناقص الألم لدى 89% من المرضى (في حين كان عددهم الكلي 89 مريضاً) عندما عولجوا بمضادات التهاب غير ستيرويدية، ولدى 97% من المرضى عند معالجتهم بمسكنات مخدرة (في حين كان عددهم الكلي 37)، بيد أن الباحثين لم يوردوا الجرعة المطلوبة من مسكنات الألم ومدة العلاج بها بدقة في مقالهم.

##### الليدوكائين
أظهر تقرير باكر منذ عام 1934 تمكّن حقن البروكائين  (Novocain®)  داخل الآفات من تفريج الألم لدى 6 حالات، وفي وقت أقرب من ذلك أثبتت أنواع أخرى من المعالجات الموضعية للمواقع المؤلمة بواسطة لصاقات الليدوكائين (5%) (Lidoderm®)، أو كريمات الليدوكائين مع البروكائين (25 ملغ / 25 ملغ)  (EMLA®) تناقصاً في الألم لدى بعض الحالات.
كما قد أُبلغ في ثمانينيات القرن العشرين عن المعالجة بواسطة التسريب الوريدي لليدوكائين (Xylocaine®) بجرعات متفاوتة لدى تسعة مرضى، وقد تراوح التأثير الناتج المفرج للألم بين 10 ساعات إلى 12 شهراً، وفي خمسٍ من تلك الحالات، تمت مشاركة المعالجة بالليدوكائين مع الميكسيليتين (Mexitil®)، وهو علاج لاضطراب نظم القلب من الزمرة 1B ويشابه الليدوكائين بخواصه الفارماكولوجية.
ما تزال الآلية التي يخفض فيها الليدوكائين الألم في مرض داركوم غير واضحة، فربما تتمثل بإعاقة توصيل الدفعات في الأعصاب المحيطية، وبالتالي قطع دارات الدفعات العصبية غير الطبيعية، لكن رغم ذلك، قد يثبط الليدوكائين النشاط الدماغي الذي يمكن أن يؤدي لارتفاع عتبات الألم، إذ أجرى إيوان وزملاؤه مخططاً لكهربائية الدماغ أثناء إعطاء الليدوكائين الوريدي، والذي أبدى أمواجاً بطيئة تظهر بعد 7 دقائق من بدء التسريب وتختفي خلال 20 دقيقة بعد انتهائه، بالمقابل كان التأثير المفرج للألم بأوج حالاته عند الدقيقة العشرين تقريباً بعد انتهاء التسريب.
بناءً على ما سبق، توصل مؤلفو الدراسة إلى أن تأثير الليدوكائين على الأعصاب المحيطية يفسر على الأرجح تأثيره على الألم في داء ديركوم، لكن في المقابل، اقترح أتكينسون وزملاؤه أن التأثير على الجهاز العصبي المركزي أكثر ترجيحاً، إذ بإمكان الليدوكائين تثبيط الوعي وإنقاض الاستقلاب الدماغي، علاوة على ذلك، وضّح سكاغن وزملاؤه افتقار المريض المصاب بداء ديركوم للاستجابة المقبضة للأوعية عند خفض الذراع والساق، ما يشير إلى غياب المنعكس الوريدي-الشرياني الموضعي المتوسَّط بالجهاز العصبي الودي، ما يمكن أن يقترح زيادةً في النشاط الودي، من جهة أخرى استطاع تسريب الليدوكائين أن يزيد من تدفق الدم في النسج تحت الجلدية ويعدّل الاستجابة المقبضة للأوعية عند خفض الأطراف، من ثم اقترح مؤلفو الدراسة أن التأثير المفرج للألم نتج عن تعديل تزايد النشاط الودي.

##### الميثوتريكسات والإنفليكسيماب
تحسنت الأعراض لدى أحد المرضى باستخدام توليفة من الميثوتريكسات والإنفليكسيماب، ولكن لا تزال آلية العمل مبهمة، فسابقاً أظهر الميثوتريكسات قدرته على تخفيف الألم الاعتلالي العصبي الناتج عن إصابة الأعصاب المحيطية في دراسة على الفئران، واعتُقد أن الآلية الكامنة وراء ذلك تمثلت في تناقص التفعّل الدبقي التالي لإصابة عصبية ما، كما أظهرت إحدى الدراسات قدرة الإنفليكسيماب على تخفيف ألم الاعتلال العصبي لدى المرضى المصابين بساركوئيد الجهاز العصبي، ويُعتقد أن الآلية متوسطة بتثبيط عامل التنخر الورمي.

##### الإنترفيرون ألفا-2ب
عولج مريضان بنجاح بالإنترفيرون الفا-2ب في إحدى الدراسات، وتفكّر باحثو هذه الدراسة فيما إن كانت الآلية تكمن في تاثير الدواء المضاد للفيروسات، وإنتاج مواد داخلية المنشأ، مثل الإندورفينات، أو التداخل مع إنتاج الإنترلوكين-1 وعامل النخر الورمي، المرتبطين بفرط التألم الجلدي cutaneous hyperalgesia.

#### الستيرويدات القشرية
أشار بعض المرضى لشيء من التحسن عندما عولجوا بالستيرويدات القشرية الجهازية (البريدنوزولون)، بينما قاسى البعض الآخر تفاقماً في الألم، وفي دراسة أخرى عالج وينبيرغ وزملاؤه مصابَين بداء ديركوم مجاور للمفصل بحقن من الميتيلبريدنيزولون (Depo-Medrol) داخل الآفة، فتحسنت حالة المريضين بشكل سريع، ولكن آلية عمل القدرة المفرجة للألم للستيرويدات القشرية لا تزال مبهمة في بعض الحالات، وتشير إحدى النظريات أنها تثبط تأثير بعض المواد، مثل الهيستامين، والسيروتونين، والبراديكينين، والبروستاغلاندينات، ولكن بما أن داء ديركوم ليس التهابي المنشأ في الغالب، من المعقول أن تحسن حالة بعض المرضى عند استخدام الستيرويدات القشرية لا يعود لتأثير مضاد للالتهاب.
المعالجة البديلة

### جلسات الاختلافات الدورية في الملاءمة التكيفية (CVAC)
تُعتبر الاختلافات الدورية في الملاءمة التكيفية (CVAC) طريقة من الضغط الهوائي الدوري التلقائي ناقص الضغطية لعلاج وذمات النسج، وبالتالي الألم المترافق معها، ففي دراسة ارتيادية، أكمل 10 مشاركين مصابين بالشحامة المؤلمة استبياناً يتعلق بالألم وجودة الحياة قبل التعرض لـ20-40 دقيقة من العلاج بعملية (CVAC) وبعده يومياً لمدة 5 أيام، فلوحظ انخفاض معتبر بالألم بعد المعالجة حسب مقاييس معينة، بينما لم تظهر استبيانات أخرى أي تغير في مقدار الألم، وعموماً تقترح هذه الدراسة دوراً علاجياً محتملاً لجلسات (CVAC)، ويوصي باحثوها بإجراء تجارب سريرية معشّاة وبشواهد.

## الوبائيات
يشيع ظهور مرض ديركوم بالنسبة الأكبر بين الـ35 والـ50 من العمر،  وتشيع إصابته للرجال بنسبة تفوق النساء بحوالي خمسة أضعاف إلى ثلاثين ضعفاً، علماً أن ديركوم كان قد اقترح في الأصل أن هذه الحالة تصيب النساء بعد سن الإياس بشكل رئيسي، ولكن أظهرت إحصائية عام 2007 أن 85.7% من المرضى المشمولين قد طوّروا مرض ديركوم قبل سن الإياس، ولم تُثبت نسبة انتشار هذا المرض بدقة بعد.